# 2,4,6-三氯苯甲酰氯
2,4,6-三氯苯甲酰氯是一种有机氯化合物，化学式为C7H2Cl4O。
它最初于1979年由Yamaguchi M等人以2,4,6-三氯苯胺为原料反应制得。后来，Seebach等人报道了一种更简单的方法，即通过1,3,5-三氯苯和正丁基锂反应后，经二氧化碳转化为相应的羧酸，再在氯化亚砜中回流得到酰氯。
它和二甲胺在吡啶存在下于二氯甲烷中反应，可以得到N,N-二甲基-2,4,6-三氯苯甲酰胺。